# Д-1 «Декабрист»
| Підводний човен типу «Декабрист» (I серія) Д-1 | Підводний човен типу «Декабрист» (I серія) Д-1                                    | Підводний човен типу «Декабрист» (I серія) Д-1                                    |
| ---------------------------------------------- | --------------------------------------------------------------------------------- | --------------------------------------------------------------------------------- |
|                                                |                                                                                   |                                                                                   |
|                                                |                                                                                   |                                                                                   |
|                                                |                                                                                   |                                                                                   |
| Під прапором                                   | СРСР                                                                              | СРСР                                                                              |
| Спуск на воду                                  | 9 листопада 1928                                                                  | 9 листопада 1928                                                                  |
| Виведений зі складу флоту                      | 31 грудня 1940                                                                    | 31 грудня 1940                                                                    |
| Проєкт                                         |                                                                                   |                                                                                   |
| Тип ПЧ                                         | Великий торпедний підводний човен                                                 | Великий торпедний підводний човен                                                 |
| Розробник проєкту                              | Техбюро № 4 Балтійського заводу, Ленінград                                        | Техбюро № 4 Балтійського заводу, Ленінград                                        |
| Головний конструктор                           | Б. М. Малінін                                                                     | Б. М. Малінін                                                                     |
| Основні характеристики                         |                                                                                   |                                                                                   |
| Швидкість (надводна)                           | 15,3 вузлів                                                                       | 15,3 вузлів                                                                       |
| Швидкість (підводна)                           | 8,9 вузлів (економічна 2,9 вуз.)                                                  | 8,9 вузлів (економічна 2,9 вуз.)                                                  |
| Робоча глибина занурення                       | 75 м                                                                              | 75 м                                                                              |
| Гранична глибина занурення                     | 90 м                                                                              | 90 м                                                                              |
| Автономність плавання                          | 47 діб                                                                            | 47 діб                                                                            |
| Екіпаж                                         | 53 особи                                                                          | 53 особи                                                                          |
| Розміри                                        |                                                                                   |                                                                                   |
| Довжина найбільша (по КВЛ)                     | 76 м                                                                              | 76 м                                                                              |
| Ширина корпусу найб.                           | 6,5 м                                                                             | 6,5 м                                                                             |
| Середня осадка (по КВЛ)                        | 3,8 м                                                                             | 3,8 м                                                                             |
| Водотоннажність надводна                       | 933 т                                                                             | 933 т                                                                             |
| Озброєння                                      |                                                                                   |                                                                                   |
| Артилерія                                      | 1 × 102-мм і 1 × 45-мм гармати                                                    | 1 × 102-мм і 1 × 45-мм гармати                                                    |
| Торпедно- мінне озброєння                      | носові: 6 ТА калібру 533-мм (12 торпед), кормові: 2 ТА калібру 533-мм (2 торпеди) | носові: 6 ТА калібру 533-мм (12 торпед), кормові: 2 ТА калібру 533-мм (2 торпеди) |

«Декабри́ст» (I серія, Д-1) — радянський підводний човен. Один з перших, що побудовані за радянським проєктом.

## Історія
5 березня 1927 року на стапелі Балтійського заводу була закладена перша радянська субмарина. Це була визначна подія, на якій були присутні великі гості, а саме перший секретар Ленінградського губернського комітету (обкому) і міськкому партії і Північно-Західного бюро ЦК ВКП(б) Сергій Кіров, нарком військових та флотських справ Климент Ворошилов, командувач ВМФ СРСР Ромуальд Муклевич, командувач Балтійським флотом Михайло Вікторов. Вже за 9 місяців після закладки човен був спущений на воду, а 12 червня 1930 року здійснив перше занурення. Початкові експерименти показали, що човен має доволі недосконалу конструкцію, відбулося багато поломок і відмов механізмів. А під час випробувань у Фінській затоці човен взагалі через аварію сів на ґрунт на глибині 103 метри.
18 травня 1933 року човен здійснив перехід з Ленінграда до Мурманська по Біломоро-Балтійському каналу. Попри доволі важкий маршрут він зумів дістатись до Сорокської губи, де човен проінспектував Генеральний секретар ЦК ВКП(б) Йосип Сталін та інші високі гості. Після проведення ряду випробувань човен успішно прибув до Мурманська 5 серпня 1933 року. У 1934 році була здійснена спроба походу до Нової Землі, однак через скрутні метеоумови човен зумів дістатись лише до мису Нордкап, наступного року за ще гірших умов човен таки здійснив успішний похід до Нової Землі.
У 1935 році човен мав на своєму рахунку 86 днів у поході пропливши 5259 миль. У 1936 році човен виконав 28-ми денний похід по Білому морю, а потім ще один Арктичний похід пройшовши 3094 милі. З 23 вересня 1936 по 8 листопада 1936 року човен проходив капітальний ремонт і модернізацію. 21 вересня 1938 року човен розпочав 44 денний похід по маршруту мис Цип-наволок — о. Вардея — Нордкап — о. Медвежий — о. Надії — о. Колгуєв — Канін Ніс — Святий Ніс — о. Кільдін — Кольська затока. Було пройдено 5842 милі, з них майже 1000 миль під водою (човен перебував під водою за час походу загалом 11 діб), що було великим і рекордним досягненням для того часу. Загалом за 1938 рік човен провів у морі 120 діб і проплив близько 10000 миль.
27 лютого 1939 року на губі Орловка човен з вини командира сів на мілину. З 14.04.1939 по 5.09.1939 року човен проходив капітальний ремонт. Під час радянсько-фінської війни човен здійснив два бойові походи. Перший (2.01.1940-19.01.1940_ човен провів 15 діб біля мису Нордкап, однак окрім рибалок жодних інших суден так і не знайшов (2833 милі, з них 175 під водою). Другий (17.02.1940-27.02.1940) похід до острова Вардея відбувався у надзвичайно складних метеоумовах, швидкість вітру подекуди досягала 10-11 балів, а шторм був 8 балів. Попри це човен частково виконав завдання по розвідці норвезького узбережжя, хоч і не мав контактів з жодними кораблями (1339 миль, з них 37 підводним ходом). Також човен виконав дозорний похід (27.03.1940-7.04.1940) в районі Нордкап-Вардея пройшовши 1396 миль, з яких 220 під водою. З 22 серпня по 10 жовтня 1940 року човен перебував на ремонті в плавучому доку «Червоний Горн».
13 листопада 1940 року човен вийшов у море маючи завдання по проведенню навчальної торпедної атаки по кораблю після проходу під днищем корабля. Частину походу судно рухалось під наглядом дальнометричних постів № 113 та № 111. О 13:14 човен занурився по огорожу рубки по пеленгу 335 на дистанції 60 кабельтових від № 113, курсом W. У 13:30 човен дав сигнал про занурення. У 13:45 човен був помічений по пеленгу 160 на дистанції 17 кабельтових курсом «зюйд-вест».
Після цього «Декабриста» більше ніхто не бачив. Спроби вийти на зв'язок з човном тривали до 22:22. О 23 годині на пошуки підводного човна вийшли два катери-мисливці, сторожовий корабель «Туман», плавбаза «Умба», підводні човни К-2, Щ-402, Д-3. 15 листопада на поверхні води були виявлені окремі оливні плями. Були взяті їх проби, а також підняті кілька предметів, які, за висновком фахівців, могли належати підводному човну «Декабрист» та його екіпажу: уламки дерев'яних конструкцій, шматки пресованої пробки, рятувальний круг, частина ще одного рятувального круга, індивідуальний пакет першої медичної допомоги, фрагменти інших деталей.
18 листопада, в точці, де один з тральщиків «обірвав придонний трос», прилади показали присутність великої маси металу. Моряки зробили висновок, що саме тут лежить корпус «Декабристи», і назвали координати: 69 градусів 29 01 «північної широти, 32 градуси 54 07» східної довготи. 19 листопада 1940 року човен і його екіпаж визнали загиблим.

## Екіпаж
Список загиблих при виконанні задачі з бойової підготовки 13.11.1940 р.
- Ельтіщев Федір Максимович, 1912 р.н., капітан-лейтенант, командир «Д-1».
- Прохоренко Петро Михайлович, 1909 р.н., старший політрук, військовий комісар «Д-1».
- Грачов Іван Іванович, 1913 р.н., старший лейтенант, помічник командира «Д-1».
- Вихман Матвій Абрамович, 1913 р.н., старший лейтенант, командир БЧ-1-4.
- Родіонов Олексій Георгійович, 1911 р.н., молодший лейтенант, командир групи рульових.
- Чернокніжний Петро Лукич, 1917 р.н., лейтенант, командир групи торпедистів.
- Бєлов Сергій Петрович, 1909 р.н., воєнтехнік 2 рангу, командир групи руху.
- Петрухін Микола Семенович, 1915 р.н., фельдшер.
- Арбузов (Арзубов) Олександр Іванович, 1913 р.н., боцман.
- Кисельов Іван Васильович, 1915 р.н., командир відділення рульових.
- Агапов Михайло Гаврилович, 1921 р.н., старший спеціаліст-рульовий.
- Борисов Олександр Павлович, 1919 р.н., старший спеціаліст-рульовий.
- Кічев Микола Іванович, 1915 р.н., старший спеціаліст-рульовий.
- Чернов Павло Іванович, 1916 р.н., старший спеціаліст-рульовий.
- Головач Іван Тимофійович, 1920 р.н., учень-рульовий.
- Затравкін Юрій Федорович, 1919 р.н., старший спеціаліст-штурманський електрик.
- Шагуріна Євген Костянтинович, 1918 р.н., учень штурманського електрика.
- Титов Василь Кузбміч, 1915 р.н., старший спеціаліст-комендор.
- Ушаков Пантелеймон Петрович, 1912 р.н., старшина групи торпедистів.
- Кузьмін Іван Сафонович, 1916 р.н., командир відділення торпедистів.
- Барінов Федір Іванович, 1917 р.н., старший спеціаліст-торпедист.
- Альошин Сергій Васильович, 1921 р.н., учень-торпедист.
- Бекетов Олексій Семенович, 1919 р.н., учень-торпедист.
- Гулюкін Іван Андрійович, 1921 р.н., учень-торпедист.
- Кулаковський Анатолій Андрійович, 1920 р.н., учень-торпедист.
- Сидоров Олександр Георгійович, 1915 р.н., в.о. старшини групи радистів.
- Слинько Яків Павлович, 1917 р.н., командир відділення СКС.
- Хасанов Назіб Заріфовіч, 1914 р.н., командир відділення гідроакустиків.
- Прощагін Геннадій Семенович, 1916 р.н., учень-акустик.
- Федотов Василь Сергійович, 1912 р.н., старшина групи мотористів.
- Куків Олександр Олександрович, 1915 р.н., командир відділення мотористів.
- Виноградов Микола Якович, 1916 р.н., старший спеціаліст-моторист.
- Зенін Віктор Васильович, 1915 р.н., старший спеціаліст-моторист.
- Митрофанов Михайло Іванович, 1916 р.н., старший спеціаліст-моторист.
- Шпалер Сергій Петрович, 1915 р.н., старший спеціаліст-моторист.
- Романов Василь Романович, 1915 р.н., старший фахівців на-моторист.
- Абраменко Іван Михайлович, 1919 р.н., учень-моторист,.
- Борзов Василь Денисович, 1921 р.н., учень-моторист.
- Бичков Віктор Петрович, 1920 р.н., учень-моторист.
- Потапов Давид Олександрович, 1911 р.н., старшина групи електриків.
- Волков Петро Юхимович, 1914 р.н., старший спеціаліст-електрик.
- Крамаренко Олександр Семенович, 1917 р.н., старший спеціаліст-електрик.
- Малашина Іван Васильович, 1918 р.н., старший спеціаліст-електрик.
- Смирнов Анатолій Семенович, 1916 р.н., старший спеціаліст-електрик.
- Чернишов В'ячеслав Якович, 1915 р.н., старший спеціаліст-електрик.
- Акулов Олександр Гаврилович, 1920 р.н., учень-електрик.
- Васильєв Єгор Васильович, 1920 р.н., учень-електрик.
- Дунайський Микола Миколайович, 1916 р.н., в.о. командира відділення фахівців-трюмних машиністів.
- Гашпор Василь Іванович, 1913 р.н., старшина групи трюмних.
- Голубєв Микола Іванович, 1915 р.н., старший спеціаліст-трюмний машиніст.
- Ланцев Андрій Миколайович, 1916 р.н., старший спеціаліст-трюмний машиніст.
- Терещенко Іван Васильович, 1918 р.н., старший спеціаліст-трюмний машиніст.
- Базік Микола Єгорович, 1920 р.н., учень-трюмний.
- Нікішин Микола Іванович, 1917 р.н., стройовий.
- Сидоров Іван Трифонович, 1915 р.н., кок.